# Port-à-Piment
Port-à-Piment (en criollo haitiano Pòtapiman disid) es una comuna de Haití que está situada en el distrito de Las Laderas, del departamento de Sur.

## Secciones
Está formado por las secciones de:
- Paricot (que abarca la villa de Port-à-Piment)
- Balais

## Demografía
| Gráfica de evolución demográfica de Port-à-Piment entre 2009 y 2015 |
|                                                                     |

Los datos demográficos contemplados en este gráfico de la comuna de Port-à-Piment son estimaciones que se han cogido de 2009 a 2015 de la página del Instituto Haitiano de Estadística e Informática (IHSI). 